# Districtul Pakham
Pakham (în thailandeză ปะคำ) este un district (Amphoe) din provincia Buriram, Thailanda, cu o populație de 43.446 de locuitori și o suprafață de 296,029 km².

## Componență
Districtul este subdivizat în 5 subdistricte (tambon), care sunt subdivizate în 74 de sate (muban).
| Nr. | Nume         | În thailandeză | Sate | Locuitori |  |
| --- | ------------ | -------------- | ---- | --------- |  |
| 1.  | Pakham       | ปะคำ           | 9    | 6,782     |  |
| 2.  | Thai Charoen | ไทยเจริญ        | 14   | 6,922     |  |
| 3.  | Nong Bua     | หนองบัว         | 11   | 5,914     |  |
| 4.  | Khok Mamuang | โคกมะม่วง       | 21   | 13,165    |  |
| 5.  | Hu Thamnop   | หูทำนบ          | 19   | 10,663    |  |